# Городецкое (Скопинский район)
Городецкое — село в Скопинском районе Рязанской области России. Входит в состав Шелемишевского сельского поселения

## География
Село расположено на берегу реки Вёрда в 4 км на запад от центра поселения села Шелемишево и в 25 км на юго-восток от райцентра города Скопин.
В селе 7 улиц: Гагарина, Горького, Калинина, Краснознаменская, Ленина, Октябрьская, Советская.

## Этимология
По легенде, раньше эти края были непроходимыми болотами и дремучими лесами, где поселился со своей семьёй казак Городец. Жили они на пригорке, позади — густой лес, впереди — озеро.
Когда на рязанские земли напали татары, Городец переплыл озеро и на том берегу остановился. Старший его сын занялся строительством. На этом месте выросло большое село, которое назвали Городецким. Два его меньших сына ушли дальше, на север, и там расселились на большом расстоянии друг от друга.

## История
В качестве села с Покровской церковью Городецкое упоминается в окладных книгах 1676 года. В 1761 году на месте бывшей обветшалой поставлена была новая деревянная церковь того же храмонаименования. В 1861 году эта церковь за ветхостью также была разобрана. В 1852 году начато строительство деревянной Покровской церкви с приделом Троицким. Настоящий храм был освящен 1 января 1853 года, а придельный - 10 октября 1874 года.
В XIX — начале XX века село входило в состав Боровской волости Скопинского уезда Рязанской губернии. В 1906 году в селе был 401 двор.
С 1929 года село являлось центром Городецкого сельсовета Ряжского района Рязанского округа Московской области, с 1935 года — в составе Желтухинского района, с 1937 года — в составе Рязанской области, с 1956 года — в составе Скопинского района, с 2005 года — в составе Шелемишевского сельского поселения.

## Население
| 1859 | 1897  | 1906  | 2010 |
| ---- | ----- | ----- | ---- |
| 813  | ↗2298 | ↗2789 | ↘364 |